# Joseph Kahn
Joseph Kahn (in coreano 안준희; Jersey Village, 12 ottobre 1972) è un regista statunitense.

## Biografia
Di origini coreane, è cresciuto nel Texas, dopo aver vissuto i primi 7 anni della sua vita a Livorno in Italia. Diplomatosi alla Jersey Village High School nel 1990, Kahn si iscrisse alla New York University, presso la Tisch School of the Arts. Abbandonò gli studi universitari un anno dopo, per dedicarsi a tempo pieno all'attività di regista.
Ha diretto video musicali per artisti di vari generi, tra cui Muse, Kelly Clarkson, Britney Spears, Katy Perry, Backstreet Boys, U2, The Chemical Brothers, blink-182, Eminem, TLC, Mariah Carey, Moby, George Michael, Korn, Janet Jackson, The Black Eyed Peas, Destiny's Child, Lady Gaga, Taylor Swift e Ava Max.
Kahn ha ricevuto numerosi premi per la sua produzione videografica. Ha trionfato più volte agli MTV Video Music Awards, vincendo nel 2002 il premio più importante, quello di "Video dell'anno", con Without Me di Eminem, che è stato anche premiato per la miglior regia e gli ha fatto vincere il suo primo Grammy.
Ha lavorato anche nella pubblicità, dirigendo diversi spot per i marchi Acura, Johnnie Walker, Ford, Vodafone, Budweiser, PlayStation, Bacardi, Turkish Airlines, Coors Light, NASCAR, Asics, Renault, Saab e Sony. Nel 2004 la sua campagna Fox/NASCAR gli ha fatto guadagnare un Clio Awards per i migliori effetti visuali.
Nel 1999 Kahn ha fondato la casa di produzione Supermega, oggi di proprietà della HSI Productions. Nel 2004 ha girato il film d'azione Torque - Circuiti di fuoco, interpretato da Ice Cube.

## Filmografia

### Regista
Cinema
- Torque - Circuiti di fuoco (Torque) (2004)
- Detention - Terrore al liceo (Detention) (2011)
- Bodied (2017)

Cortometraggi
- Power/Rangers (2015)

Televisione
- Sweet/Vicious – serie TV, episodi 1×01-1×02 (2016)
- Crazy Ex-Girlfriend – serie TV, episodio 3×03 (2017)
- Happy! – serie TV, episodio 2×04 (2019)

### Sceneggiatore
Cinema
- Detention - Terrore al liceo (Detention) (2011)

Cortometraggi
- Power/Rangers (2015)

### Montaggio
Cortometraggi
- Power/Rangers (2015)

## Videografia
1990
- Pain Teens - The Basement

1992
- Rake's Progress - Ghost Town

1993
- Die Krupps - Crossfire
- Die Krupps - Fatherland
- Die Krupps - To The Hilt
- DMG - You Don't Hear Me Doe
- Geto Boys - Straight Gangsterism

1994
- 2 Low - Funky Lil Brotha
- 5th Ward Boyz - Ghetto Funk
- Ahmad - You Gotta Be
- Die Krupps feat. Biohazard - Bloodsuckers
- Willie Nelson - December Day
- Willie Nelson - Afraid
- Retarted Elf - What Up G
- Widowmaker - Long Gone
- Ahmad - Back In The Day

1995
- AZ - Gimme Yours
- Clever Jeff - Year Of The Fly MC
- Das EFX - Real Hip Hop
- Distinguished Gentlemen - Soakin' Wet
- Lords of the Underground - Faith
- Lord Of The Underground - Neva Faded
- Onyx - All We Got Iz Us
- Onyx - Last Dayz
- Ruffnexx Sound System - Stick By Me
- Spahn Ranch - Locusts
- Veronica - Without Love
- Scarface feat. Ice Cube - Hand of Dead Body
- Public Enemy - So Watcha Gonna Do

1996
- AZ - Do Or Die
- AZ - Mo Money, Mo Murder, Mo Homicide
- Interstate - Peek In The Drawers
- Smoothe Da Hustler - Hustler's Theme
- Sadat X - Hang 'Em High
- Montell Jordan feat. Slick Rick - I Like
- Aaliyah - If Your Girl Only Knew
- New Edition - Hit Me Off
- Warren G feat. Adina Howard - What's Love Got To Do With It
- Johnny Gill - Let's Get The Mood Right
- New Edition - I'm Still In Love With You
- Total - Kissin' You
- Shaquille O'Neal - You Can't Stop The Reign
- Tony! Toni! Toné! feat. DJ Quik - Let's Get Down

1997
- Korn - A.D.I.D.A.S.
- Ice Cube - The World Is Mine
- Patricia Kaas - Quand J'ai Peur De Tout
- Faith No More - Last Cup of Sorrow
- Snoop Doggy Dogg - Tha Doggfather
- Eric Benét - True To Myself
- Backstreet Boys - Everybody (Backstreet's Back)
- Foxy Brown feat. Dru Hill - Big Bad Mamma
- SWV feat. Puff Daddy - Someone
- Bone Thugs-n-Harmony - If I Could Teach The World

1998
- Foxy Brown - Hot Spot
- Shernette May - You're All The Man That I Need
- Total - Trippin'
- Usher - Bedtime
- Montell Jordan feat. Master P e Silkk the Shocker - Let's Ride
- Ma$e feat. Total - What You Want
- Brandy & Monica - The Boy Is Mine
- Montell Jordan - I Can Do That
- Monster Magnet - Space Lord
- Bryan Adams - On A Day Like Today
- Monica - The First Night
- Rob Zombie - Living Dead Girl

1999
- Mobb Deep - Quiet Storm
- Jennifer Love Hewitt - How Do I Deal
- Monster Magnet - Powertrip
- Blackstreet feat. Janet Jackson, Ja Rule & Eve - Girlfriend/Boyfriend
- Sugar Ray - Someday
- Backstreet Boys - Larger Than Life
- Brian Setzer Orchestra - If You Can't Rock Me
- Muse - Muscle Museum

2000
- Christina Aguilera -Por Siempre Tu
- Hole - Be A Man
- Destiny's Child - Say My Name
- Sisqó - The Thong Song
- Elton John - Someday Out Of The Blue
- Christina Aguilera - I Turn to You
- Destiny's Child - Jumpin' Jumpin'
- Janet Jackson - Doesn't Really Matter
- Destiny's Child feat. Jermaine Dupri, Da Brat & Lil Bow Wow - Jumpin' Jumpin' (Remix)
- Faith Hill - The Way You Love Me
- The Corrs - Irresistible
- Scarface - It Ain't
- Wu-Tang Clan - Protect Ya Neck (The Jump Off)
- Moby feat. Gwen Stefani - South Side
- Britney Spears - Stronger
- Wu-Tang Clan - Gravel Pit

2001
- Black Eyed Peas feat. Macy Gray - Request + Line
- The Black Eyed Peas feat. Macy Gray - Request + Line (Remix)
- Papa Roach - Between Angels and Insects
- U2 - Elevation
- Aerosmith - Fly Away From Here
- D12 - Purple Hills
- Enrique Iglesias - Hero
- U2 - Stuck in a Moment You Can't Get Out Of
- DMX - Who We Be
- Garbage - Cherry Lips

2002
- George Michael - Freeek!
- Moby - We Are All Made of Stars
- Eminem - Without Me
- Mariah Carey - The One

2003
- DMX - X Gon' Give It To Ya
- TLC - Damaged
- Nelly feat. Justin Timberlake - Work It
- Mariah Carey feat. Cam'ron - Boy (I Need You)
- Dido - White Flag
- Ricky Martin - Juramento
- Busta Rhymes feat. Pharrell Williams - Light Your Ass On Fire
- The Chemical Brothers feat. K-os - Get Yourself High

2004
- Britney Spears - Toxic
- Alsou - Always On My Mind
- Blink-182 - Always
- Ashlee Simpson - La La
- The Offspring - (Can't Get My) Head Around You

2005
- Joss Stone - Spoiled
- Rob Thomas - Lonely No More
- Jamiroquai - Feels Just Like It Should
- Backstreet Boys - Incomplete
- Kelly Clarkson - Behind These Hazel Eyes

2006
- Kelly Clarkson - Walk Away
- Shayne Ward - No Promises
- The Pink Spiders - Little Razorblade
- Muse - Knights of Cydonia
- Ciara feat. Chamillionaire - Get Up
- Janet Jackson - So Excited

2007
- Gwen Stefani feat. Akon - The Sweet Escape
- Kelly Clarkson - Never Again
- 50 Cent feat. Justin Timberlake e Timbaland  - Ayo Technology

2008
- Ladytron - Ghosts
- Chris Brown - Forever
- Pussycat Dolls - When I Grow Up
- Britney Spears - Womanizer
- Pussycat Dolls - I Hate This Part

2009
- Lady Gaga - LoveGame
- Lady Gaga - Eh, Eh (Nothing Else I Can Say)
- Eminem - We Made You
- BoA - I Did It for Love
- Katy Perry - Waking Up in Vegas
- Kelly Clarkson - Already Gone
- Ester Dean feat. Chris Brown - Drop It Low
- Sun Ho - Fancy Free
- Chris Brown feat. Lil Wayne e Swizz Beatz - I Can Transform Ya
- Chris Brown - Crawl

2010
- Kylie Minogue - All the Lovers
- Maroon 5 - Misery
- Eminem feat. Rihanna - Love the Way You Lie

2011
- Eminem - Space Bound

2012
- AKB48 - Gingham Check
- Robbie Williams - Candy
- Ciara - Got Me Good
- AKB48 - Uza

2014
- Taylor Swift - Blank Space
- Shakira feat. Rihanna - Can't Remember to Forget You

2015
- Taylor Swift feat.  Kendrick Lamar - Bad Blood
- Taylor Swift - Wildest Dreams
- Taylor Swift - Out of the Woods

2016
- OneRepublic - Wherever I Go

2017
- Imagine Dragons - Thunder
- Taylor Swift - Look What You Made Me Do
- Maroon 5 feat. SZA - What Lovers Do
- Taylor Swift - ...Ready for It?

2018
- Taylor Swift feat. Ed Sheeran e Future - End Game
- Taylor Swift - Delicate
- Jennifer Lopez feat. DJ Khaled e Cardi B - Dinero
- Maroon 5 - Three Little Birds

2019
- Bebe Rexha - Last Hurrah
- Sting & Shaggy - Just One Lifetime
- DJ Khaled feat. Post Malone e Travis Scott - Celebrate
- DJ Khaled feat. SZA - Just Us
- Ava Max - Torn
- Mariah Carey - All I Want for Christmas Is You (Make My Wish Come True Edition)

2020
- Jonas Brothers - What a Man Gotta Do

2022
- Chris Brown - IFFY
- Nicki Minaj - Super Freaky Girl
- Ava Max - Maybe You're the Problem

2024
- Lenny Kravitz - Human